# Centro de Atención a las Drogodependencias
El Centro de Atención a las Drogodependencias (CAD) es un centro que atiende a los ciudadanos que tienen consumos problemáticos de drogas. Tiene un carácter ambulatorio, en un medio urbano. El primer centro con este nombre se creó en el distrito madrileño de Vallecas. Posteriormente fue el nombre que han recibido muchos dispositivos de este tipo, tanto en España como en América. La atención ofrecida en este dispositivo se caracteriza por ser una atención personalizada, interdisciplinar y biosicosocial.
Tras la aprobación del Plan Nacional sobre Drogas en 1985, dirigido por el ministro Ernest Lluch, se comenzó en España una atención integral de los afectados por la drogodependencia. Si bien en un primer momento sólo era una atención dirigida a la abstinencia y a drogas ilegales, posteriormente se amplió también a la reducción del daño y a todas las drogas, incluido el alcohol.
El C.A.D. es en la actualidad el nodo de una amplia red de atención que incluye recursos de información, reducción del riesgo, prevención, tratamiento e integración social de los consumidores de drogas.